# Павлово (Архангельская область)
Павлово — деревня в Архангельской области в составе города Новодвинск.

## География
Павлово находится в 7 км к югу от Архангельска, в 2 км от Новодвинска на берегу реки Северная Двина (рукав Мечка).

### Часовой пояс
Деревня Павлово, как и вся Архангельская область, находится в часовой зоне МСК (московское время). Смещение применяемого времени относительно UTC составляет +3:00.

## Инфраструктура
В деревне есть дом отдыха Мечка. Рядом с деревней находится Горнолыжный парк Мечка.

## Население
По переписи населения в 2021 году население отсутствует.

### Карты
- Талаги. Публичная кадастровая карта